# Kreol

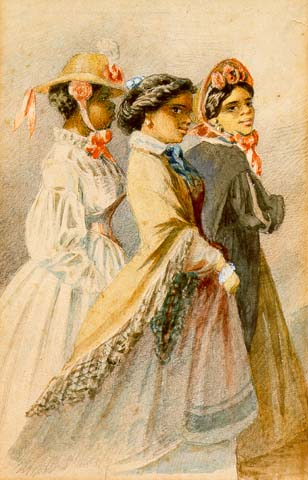
Akvarell av kreolkvinnor, Édouard Marquis, New Orleans, år 1867.

Kreol är ett ord med varierande betydelse.
Kreol betecknar något som har uppstått i mötet mellan olika språk och kulturer. Det har haft en stark koppling till en gemensam erfarenhet av kolonialism.
Forskare är oense om ordets ursprung och första användningsområde. Vissa menar att kreol först användes för att beteckna ättlingar till slavar med afrikanskt ursprung som fötts i de centralamerikanska kolonierna, medan andra menar att ordet först kom att användas för att beteckna ättlingar till de vita kolonialherrarna i Sydamerika, för att senare utvidgas som beteckning och även innesluta ättlingar till ursprungsbefolkningen och andra med icke-europeiskt ursprung.
Kreol har även betecknat ättlingar till européer som fötts i de centralamerikanska kolonierna, ofta med en förälder med ursprung i den afrikanska slav- eller ursprungsbefolkningen. De ansågs inte ha samma kopplingar till Europa, och därigenom hade de inte samma status, som de administratörer som var ditskickade från kolonialmakterna. Det gjorde att de hade svårt att accepteras i den härskande samhällsklassen. Samtidigt stöttes de ofta ut från slavgemenskapen där man inte accepterades som likar. Man accepterades således inte riktigt i något läger, och hamnade därför i en ovanlig och ofta svår situation.
Idag har ordet transformerats åt olika håll, och kan bland annat syfta på:
- Ättlingar till slavar boende i södra USA.
- Vita personer som är födda i Sydamerika.
- Den näst största befolkningsgruppen på Mauritius.
- Kryddstark mat från Västindien (kreolsk matlagning).

## Skönlitteratur
I boken Sargassohavet (1966) gör Jean Rhys ett experiment där hon låter huvudpersonen utgöras av "galningen på vinden" som finns i romanen Jane Eyre. Galningen är då ingen galning utan en västindisk kreolsk kvinna som, på grund av den tidens rådande syn på etniciteter i England, göms undan på vinden.